# Isogomphodon
Isogomphodon is een monotypisch geslacht van de familie van requiemhaaien (Carcharhinidae) en kent slechts 1 soort.

## Taxonomie
- Isogomphodon oxyrhynchus (Müller & Henle, 1839)[3] – Dolkneushaai

Carcharhinus · Galeocerdo · Glyphis · Isogomphodon · Lamiopsis · Loxodon · Nasolamia · Negaprion · Prionace · Rhizoprionodon · Scoliodon · Triaenodon